# Mammoet Ferry Transport
Mammoet Ferry Transport is opgericht in 1983 als een divisie van Mammoet Transport dat zelf onderdeel was van de Nedlloyd Groep. Het was opgezet met als specifieke doelstelling het transport van het Europese continent naar het Verenigd Koninkrijk. In 1983 werd er begonnen met twee kantoren in Nederland, later is dit uitgebreid naar kantoren in onder andere: België, Duitsland, Schotland, Frankrijk en Oostenrijk. In 2000 werd Mammoet door Nedlloyd verkocht aan Van Seumeren. De divisie Mammoet Ferry Transport werd daarbij niet overgekocht maar via een managementbuy-out kwam het bedrijf in handen van het Nederlandse managementteam. 
Hierna opereerde Mammoet Ferry Transport als zelfstandig bedrijf met zo'n 80 werknemers in dienst en focust het bedrijf nog altijd op transport tussen het continent en het Verenigd Koninkrijk. Doordat het bedrijf nog wel hetzelfde logo en dezelfde naam gebruikt als Mammoet in Schiedam ontstaat er nog weleens verwarring over de relatie tussen de twee bedrijven.
Sinds december 2019 is Mammoet Ferry Transport in handen van Neele-Vat Logistics. Met deze overname verstevigt Neele-Vat haar positie in Europees wegvervoer. Daarnaast komen er internationale vestigingen bij in België, Duitsland, Oostenrijk en UK. De samenvoeging van deze twee Rotterdamse bedrijven betekent voor bestaande klanten van beide ondernemingen versterking van het Europees transportnetwerk.